# Рудницкий, Алексей Михайлович
Алексе́й Миха́йлович Рудни́цкий (1831—1893) — российский общественный деятель, градоначальник Петрозаводска, статский советник.

## Биография
Закончил Усманское уездное училище.
С 1852 года служил в Олонецкой губернии в штате Палаты государственных имуществ, затем регистратором в канцелярии Олонецкого губернатора, старшим чиновником особых поручений при губернаторе. Занимал должность редактора неофициальной части «Олонецких губернских ведомостей», заведовал олонецкой губернской типографией.
В 1869 году назначен советником Олонецкого губернского правления. Служил в этой должности четверть века при четырёх Олонецких губернаторах — Ю. К. Арсеньеве, Г. Г. Григорьеве, М. М. Весёлкине, М. Д. Демидове.
Уволен в отставку по болезни 12 января 1893 года в чине статского советника с правом ношения мундира.
Решением министра внутренних дел И. Н. Дурново от 21 октября 1893 года, ввиду несостоявшихся выборов, А. М. Рудницкий был назначен городским головой Петрозаводска от правительства Российской империи на основании ст. 19 Городового положения 1892 года. Принял присягу и вступил в должность 29 октября 1893 года.
Скоропостижная смерть, последовавшая 3 декабря 1893 года, не позволила А. М. Рудницкому внести вклад в развитие самоуправления Петрозаводска.

## Семья
Жена — Надежда Андреевна, урождённая Варфоломеева (1841—1898). Имел семерых сыновей и двух дочерей.